# Euvrilletta
Euvrilletta là một chi bọ cánh cứng thuộc họ Ptinidae.

## Phân loại
Có khoảng 14 loài được ghi nhận trong chi Euvrilletta:
- Euvrilletta arizonica White, 1976 i c g
- Euvrilletta brunnea White, 1985 i c g
- Euvrilletta catalinae (Fall, 1905) i c g
- Euvrilletta distans (Fall, 1905) i c g
- Euvrilletta grossa (Van Dyke, 1946) i c g
- Euvrilletta harrisii (Fall, 1905) i c g b
- Euvrilletta hirsuta White, 1985 i c g
- Euvrilletta mucorea (LeConte, 1865) i c g b
- Euvrilletta occidentalis (Fall, 1905) i c g
- Euvrilletta peltata (Harris, 1836) i c g b
- Euvrilletta sequoiae (Van Dyke, 1946) i c g
- Euvrilletta serricornis White, 1973 i c g
- Euvrilletta texana Van Dyke, 1946 i c g
- Euvrilletta xyletinoides Fall, 1905 i c g

Data sources: i = ITIS, c = Catalogue of Life, g = GBIF, b = Bugguide.net